# Дарчеті
Дарчеті (груз. დარჩეთი) — село в Грузії.
За даними перепису населення 2014 року в селі проживає 409 осіб.